# Eriolus jamaicensis
Eriolus jamaicensis är en insektsart som beskrevs av Bruner, L. 1915. Eriolus jamaicensis ingår i släktet Eriolus och familjen vårtbitare. Inga underarter finns listade i Catalogue of Life.